# 5391 Emmons
5391 Emmons è un asteroide della fascia principale. Scoperto nel 1985, presenta un'orbita caratterizzata da un semiasse maggiore pari a 2,2604027 au e da un'eccentricità di 0,2425444, inclinata di 2,51142° rispetto all'eclittica.
L'asteroide è dedicato al fisico statunitense Richard Emmons.